# Katarinia cephalota
Katarinia cephalota är en skalbaggsart som beskrevs av Holzschuh 1991. Katarinia cephalota ingår i släktet Katarinia och familjen långhorningar. Inga underarter finns listade i Catalogue of Life.